# Erich Werdermann
Erich Werdermann (1892, Berlim - 19 de abril de 1959, Bremen) foi um explorador e botânico alemão .
Realizou exaustivas expedições para a África do Sul, México, Chile, Brasil e Bolívia. Também pela Europa: Alemanha, Grécia, Itália, Noruega e Suécia.

## Biografia
Estudou botânica em Jena e em Berlim, especializando em fungi. Em 1921 é empregado no "Museu Botânico de Berlim-Dahlem", iniciando seus estudos sobre as fanerógamas sob a supervisão de E.F. Gilg. 
Nos anos de 1923 a 1927, e em 1932 coletou plantas na América do Sul, interessando-se principalmente pelos cactos e suculentas que estudou até o final da sua carreira.
Foi co-fundador da "International Organization for Succulent Plant Study" (IOS). 
De 1955 a 1958 foi diretor do Jardim botânico e Museu de Berlim. 
Produziu uma enorme coleção florística visitando o sudoeste da África (especialmente na Namíbia) e África do Sul com a ajuda do seu assistente H.-D.Oberdieck e do micropaleontólogo Dr F. Thiergart. Falece no retorno da expedição para Bremen. 
Identificou e nomeou 1.135 novas taxa, a maioria da família das cactáceas. Apenas parte de seus materiais originais estão conservados em Berlim, já que boa parte do seu herbário foram destruidos durante a Segunda Guerra Mundial.

## Algumas publicações
- Sydow, H.; Werdermann, E. 1924. Über einige neue oder interessante Pilze der Kanarischen Inseln. Ann.Mycologici 22 (1-2): 183-190
- Werdermann, E. 1923. Über die Gattung Teratonema Syd. Ann. Mycologici 21 (3-4): 336-339, 1 fig.[2]

## Homenagens
Os gêneros Werdermannia O.E.Schulz e Neowerdermannia Frič foram nomeados em sua honra, além de muitas espécies de sua coleção sul-americana. 